# Keresztelő Szent János-templom (Klopotiva)
A klopotivai Keresztelő Szent János-templom műemlékké nyilvánított épület Romániában, Hunyad megyében. A romániai műemlékek jegyzékében a  HD-II-m-A-03299 sorszámon szerepel.